# Kitengela
Kitengela és una localitat de Kenya, pertanyent al comtat de Kajiado.
Té 58 167 habitants segons el cens de 2009. Tradicionalment era una plana rústica habitada pels massais, però actualment és una localitat que forma part de l'àrea metropolitana de Nairobi. Se situa en el límit amb el comtat de Machakos i forma conurbació amb Mavoko.

## Transports
Se situa sobre la carretera A104, que uneix Tanzània amb Uganda passant per Nairobi. Al nord-oest, l'A104 porta a la capital Nairobi, del nucli urbà de la qual Kitengela dista uns 30 km. Al sud porta a la capital del comtat, Kajiado.